# Der Nordschleswiger
Der Nordschleswiger er en tysksproget internetavis i Danmark med hovedredaktion i Aabenraa og lokalredaktioner i Haderslev, Sønderborg, Tinglev og Tønder. Mediehuset fungerer og ser sig selv som talerør for det tyske mindretal.

## Historie
Der Nordschleswiger blev grundlagt i 1946 som den første frie tysksprogede avis i Vesteuropa - med ugentlig udgivelse. Mellem 1951 og 2021 var den et dagblad, siden da har den fungeret som internetavis.
Efter 24 år blev Siegfried Matlok afløst af Gwyn Nissen som chefredaktør i 2013. Den nye chefredaktion og den udgivende Bund Deutscher Nordschleswiger (BDN) var ikke længere tilfredse med avisens forholdsvis lave og stadigt faldende rækkevidde som næsten udelukkende abonnentavis i mindretallet og i flertalsbefolkningen.
Efter afstemninger i mindretallet besluttede BDN's hovedbestyrelse i 2018 at nedlægge den daglige papirudgave og i stedet satse fuldt ud på internettet. Siden da kan alt indhold til enhver tid ses gratis og uden betalingshindringer eller abonnementskrav på Nordschleswigers websted og via apps til iOS- og Android-enheder.
Siden afviklingen af den trykte dagbladet i februar 2021 har der desuden været en 14-dages papiravis i samarbejde med Flensborg Avis, hvori indholdet fra internetudbuddet er samlet.
Der Nordschleswiger har ikke kun gjort sig et navn som et lokalt og regionalt medie for Nordslesvig/Sønderjylland, men også som en kilde, der ofte citeres af den dansksprogede presse i forbindelse med minoritetsspørgsmål, i emner vedrørende det tysk-danske grænseland og i forbindelse med tysk forbundspolitik. Den danske medieforsker Anker Brink Lund fra Copenhagen Business School udtalte i slutningen af januar 2021 om mediets nye journalistiske retning: "Jeg anser Der Nordschleswiger for at være en af Danmarks mest innovative lokalaviser."
Avisen er medlem af MIDAS (European Association of Daily Newspapers in Minority and Regional Languages).
Siden 2008 har der været et samarbejde med Flensborg Avis, den dansksprogede pendant i nabolandet Sydslesvig, samt med Schleswig-Holsteinischer Zeitungsverlag, som Flensburger Tageblatt hører under. I første omgang bestod samarbejdet blot i at overtage nogle artikler fra de respektive andre aviser, eventuelt også i oversat form.
I 2013 blev samarbejdet udvidet til også at omfatte det største dansksprogede dagblad i Syddanmark, JydskeVestkysten. Siden da har det været muligt for de fire redaktioner til enhver tid at få adgang til alle partnerredaktioners digitale redaktionssystemer. Derudover har redaktionerne for JydskeVestkysten og Nordschleswiger siden 2014 været placeret i et fælles mediehus i Aabenraa og lokalredaktionerne i Haderslev og Sønderborg har også til huse i fælles kontorer.
Nordschleswiger-redaktionen producerer hver arbejdsdag to tysksprogede radionyhedsudsendelser, som sendes jordbaseret på Skala FM i Nordslesvig og på internettet via forskellige lokalstationer fra bl.a. Slesvig-Holsten.

## Ekstern henvisning
- Der Nordschleswigers hjemmeside Arkiveret 9. februar 2005 hos  Wayback Machine
- Digitaliserede udgaver af Der Nordschleswiger i Mediestream
- Der Nordschleswiger i opslagsværket "De Danske Aviser"

55°2′33.75″N 9°25′18.92″Ø / 55.0427083°N 9.4219222°Ø